# Just Dance Kids
Just Dance Kids es un videojuego para Wii, Kinect de Xbox 360 y Move de PlayStation 3, y es parte de la franquicia de videojuegos Just Dance. Just Dance Kids es un juego de música basado en el baile, pero con canciones populares infantiles. El juego contiene más de 40 canciones. Fue lanzado el 9 de noviembre de 2010 en América del Norte y el 3 de noviembre de 2011 en Europa. La mayoría de canciones son adaptadas para niños (exceptuando las de Yo Gabba Gabba y The Wiggles)

## Track listing
| Song.                                          | Artist                                       | Difficulty | Effort | Year           | Song Filters | Lead Dancer |
| ---------------------------------------------- | -------------------------------------------- | ---------- | ------ | -------------- | ------------ | ----------- |
| ABC                                            | The Jackson 5                                | 1          | 1      | 1970           | Older        | ♂           |
| All Star                                       | Smash Mouth                                  | 3          | 2      | 1999           | Older        | ♂           |
| Alphabet Song                                  | The Sunlight Shakers                         | 1          | 1      | 2003           | Younger      | ♀           |
| Ants Go Marching                               |                                              | 1          | 2      |                | Younger      | ♂           |
| Beautiful Life                                 | Ace of Base                                  | 2          | 1      | 1993           | Older        | ♀           |
| Bingo                                          |                                              | 1          | 2      |                | Younger      | ♀           |
| Can You (Point Your Fingers And Do the Twist?) | The Wiggles                                  | 2          | 2      | 1995           | Younger      | ♂           |
| Celebration                                    | Kool & The Gang                              | 2          | 2      | 1980           | Older        | ♂           |
| Funkytown [2D]                                 | Lipps Inc                                    | 3          | 2      | 1980           | Older        | ♀           |
| Get The Sillies Out                            | Yo Gabba Gabba                               | 1          | 3      | 2008           | Younger      | ♂           |
| Gonna Make You Sweat (Everybody Dance Now) [3] | C+C Music Factory featuring Freedom Williams | 3          | 3      | 1990           | Older        | ♀           |
| Happy Birthday To You                          | The Masters of Birthday                      | 2          | 1      |                | Younger      | ♀           |
| Haven't Met You Yet                            | Michael Bublé                                | 1          | 1      | 2009           | Older        | ♂           |
| Here We Go Again                               | Demi Lovato                                  | 3          | 3      | 2009           | Older        | ♀           |
| Holiday [2]                                    | Madonna                                      | 2          | 1      | 1983           | Older        | ♀           |
| Hot, Hot, Hot                                  | Buster Poindexter                            | 1          | 2      | 1983           | Older        | ♂           |
| Hot Potato                                     | The Wiggles                                  | 3          | 3      | 1994           | Younger      | ♂           |
| I Like To Dance                                | Yo Gabba Gabba                               | 2          | 3      | 2008           | Younger      | ♀           |
| I Wanna B With U                               | Fun Factory                                  | 1          | 1      | 1995           | Older        | ♀           |
| If You’re Happy and You Know It                |                                              | 1          | 1      |                | Younger      | ♂           |
| I’ve Been Working on The Railroad              |                                              | 2          | 2      |                | Younger      | ♂           |
| Jungle Boogie [2]                              | Studio Musicians                             | 2          | 1      | 1974           | Older        | ♂           |
| Kids in America [1]                            | Kim Wilde                                    | 3          | 3      | 1981           | Older        | ♀           |
| Kung Fu Fighting                               | Carl Douglas                                 | 3          | 2      | 1974           | Older        | ♂           |
| Macarena [2015]                                | Los Del Rio                                  | 3          | 1      | 1995           | Older        | ♀           |
| Magic                                          | Selena Gomez                                 | 3          | 1      | 2009           | Older        | ♀           |
| Mickey                                         | Toni Basil                                   | 2          | 3      | 1982           | Older        | ♀           |
| Mmmbop                                         | Hanson                                       | 2          | 2      | 1997           | Older        | ♂           |
| Naturally                                      | Selena Gomez & the Scene                     | 3          | 1      | 2010           | Older        | ♀           |
| Old MacDonald Had a Farm                       |                                              | 2          | 1      | Groove Century | Younger      | ♂           |
| One Time                                       | Justin Bieber                                | 3          | 1      | 2009           | Older        | ♂           |
| Party in My Tummy                              | Yo Gabba Gabba                               | 1          | 1      | 2008           | Younger      | ♂           |
| Pop Goes the Weasel                            |                                              | 1          | 1      |                | Younger      | ♀           |
| Shake It                                       | Metro Station                                | 2          | 3      | 2008           | Older        | ♂           |
| Surfin’ U.S.A.                                 | The Lemon Cubes                              | 1          | 2      | 2003           | Older        | ♂           |
| The Chicken Dance                              |                                              | 1          | 3      |                | Younger      | ♀           |
| The Hamster Dance Song                         | Hampton the Hampster                         | 1          | 2      | 2000           | Older        | ♀           |
| The Monkey Dance                               | The Wiggles                                  | 1          | 3      | 1994           | Younger      | ♀           |
| Wheels on The Bus                              |                                              | 1          | 1      |                | Younger      | ♂           |
| When The Saints Go Marching In                 | James Milton Black                           | 1          | 2      | 1896           | Younger      | ♂           |
| Who Let the Dogs Out? [1]                      | Baha Men                                     | 3          | 3      | 2000           | Older        | ♂           |
| Y.M.C.A. [2014]                                | The Village People                           | 2          | 2      | 1978           | Older        | ♂           |

- Todas las canciones incluidas en el juego excepto las de Wiggles & Yo Gabba Gabba son covers especiales (otras versiones) en el juego, no la cover original.

un 1 significa que la canción también aparece en just dance 1
Un 2 significa que la canción también aparece en just dance 2
un 3 significa que la canción también aparece en just dance 3
un 2014 significa que la canción también aparece en just dance 2014
un 2015 significa que la canción también aparece en just dance 2015

## Lista de canciones
| Canción.                                  | Artista                            | Dificultad | Esfuerzo | Año  | Filtro para canción | Bailarín principal |
| ----------------------------------------- | ---------------------------------- | ---------- | -------- | ---- | ------------------- | ------------------ |
| Accidentally in Love                      | Counting Crows                     | 2          | 1        | 2004 | Older               | ♀                  |
| Alright                                   | David Choi                         | 2          | 2        | -    |                     | ♂                  |
| Are You Sleeping                          | The Just Dance Kids                | 1          | 2        | -    | Younger             | ♂                  |
| Barbara Ann                               | The Lemon Cubes                    | 1          | 1        | 2010 | Older               | ♂                  |
| Burning Up                                | Jonas Brothers                     | 3          | 3        | 2008 | Older               | ♂                  |
| Crocodile Rock                            | Elton John featuring Nelly Furtado | 2          | 3        | 2010 |                     | ♀                  |
| Despicable Me                             | Pharrell Williams                  | 2          | 1        | 2010 |                     | ♂                  |
| Dumb Love                                 | Sean Kingston                      | 2          | 2        | 2010 | Older               | ♂                  |
| Itsy Bitsy Spider                         | Groove Century                     | 1          | 1        | -    | Younger             | ♀                  |
| Feeling Good                              | Michael Bublé                      | 2          | 2        | 2005 | Older               | ♂                  |
| Five Little Monkeys                       | Groove Century                     | 1          | 3        | 2010 | Younger             | ♀                  |
| Follow The Leader                         | The Wiggles                        | 1          | 2        | -    | Younger             | ♂                  |
| Girls Can Too                             | Tyler Van Der Bery                 | 2          | 3        | 2011 | Older               | ♀                  |
| On Our Way                                | Groove Century                     | 1          | 2        | -    |                     | ♂                  |
| Head, Shoulders, Knees & Toes             | Groove Century                     | 1          | 2        | 2010 | Younger             | ♂                  |
| Hold Still                                | Yo Gabba Gabba!                    | 1          | 2        | -    | Younger             | ♂                  |
| I'm A Gummy Bear (canción The Gummy Bear) | Gummibär                           | 1          | 1        | 2007 | Older               | ♀                  |
| I'm Gonna Catch You                       | Laurie Berkner                     | 1          | 2        | 2002 | Younger             | ♀                  |
| Intuition                                 | Selena Gomez & the Scene           | 2          | 2        | 2010 | Older               | ♀                  |
| Istanbul                                  | The Four Lads                      | 3          | 2        | 1953 | Older               | ♂                  |
| Jingle Bells                              | Santa Clones                       | 1          | 1        | -    | Younger             | ♂                  |
| Jump Up!                                  | Imagination Movers                 | 2          | 3        | -    | Younger             | ♂                  |
| Just The Way You Are                      | Bruno Mars                         | 2          | 1        | 2010 | Older               | ♀                  |
| Lollipop                                  | The Chordettes                     | 1          | 2        | 1958 |                     | ♀                  |
| Love Me                                   | Justin Bieber                      | 2          | 2        | 2009 | Older               | ♂                  |
| Mah Nà Mah Nà                             | Piero Umiliani                     | 2          | 1        | 1968 |                     | ♂                  |
| Party Goes Down                           | The Just Dance Kids                | 2          | 2        | -    |                     | ♂                  |
| Positivity                                | Ashley Tisdale                     | 3          | 2        | 2007 | Older               | ♀                  |
| Rocketeer                                 | Far East Movement                  | 2          | 1        | 2010 | Older               | ♂                  |
| Shake Your Groove Thing                   | Peaches & Herb                     | 2          | 2        | 1978 |                     | ♂                  |
| Something That I Want                     | Grace Potter                       | 2          | 2        | 2011 |                     | ♀                  |
| Song 2                                    | Blur                               | 1          | 3        | 1997 | Older               | ♂                  |
| Start All Over                            | Miley Cyrus                        | 2          | 3        | 2008 | Older               | ♀                  |
| Summer School                             | Twirl                              | 2          | 3        | 2011 | Older               | ♀                  |
| The Hokey Pokey                           | The Sunlight Shakers               | 1          | 1        | -    | Younger             | ♂                  |
| The Lion Sleeps Tonight                   | Digital Farm Animals               | 1          | 1        | 2003 | Younger             | ♀                  |
| The Robot Song                            | Yo Gabba Gabba!                    | 2          | 2        | -    | Younger             | ♀                  |
| The Shimmie Shake!                        | The Wiggles                        | 1          | 2        | -    | Younger             | ♀                  |
| Hand In Hand                              | The Just Dance Kids                | 1          | 1        | -    |                     | ♂                  |
| Whip My Hair                              | Willow Smith                       | 3          | 3        | 2010 | Older               | ♀                  |

- Todas las canciones a excepción de las Yo Gabba Gabba, The Wiggles,Twirl y Tyler Van Der Bery, son versiones de la canción original.